# Briegleb BG-6
|}
Briegleb BG-6 là một loại tàu lượn một chỗ trong thập niên 1930, do William G. Briegleb thiết kế chế tạo.

## Biến thể
BG-6
XTG-9

## Quốc gia sử dụng
Hoa Kỳ
- Quân đoàn Không quân Lục quân Hoa Kỳ

## Tính năng kỹ chiến thuật (BG-6)
Dữ liệu lấy từ 
Đặc điểm tổng quát
- Kíp lái: 1
- Sải cánh: 32 ft 4 in (9,86 m)
- Diện tích cánh: 117,5 ft2 (10,91 m2)
- Tỉ số mặt cắt: 8,9
- Trọng lượng có tải: 425 lb (193 kg)

Hiệu suất bay
- Vận tốc xuống: 179 ft/min (0,91 m/s)